# Roosevelt Arch

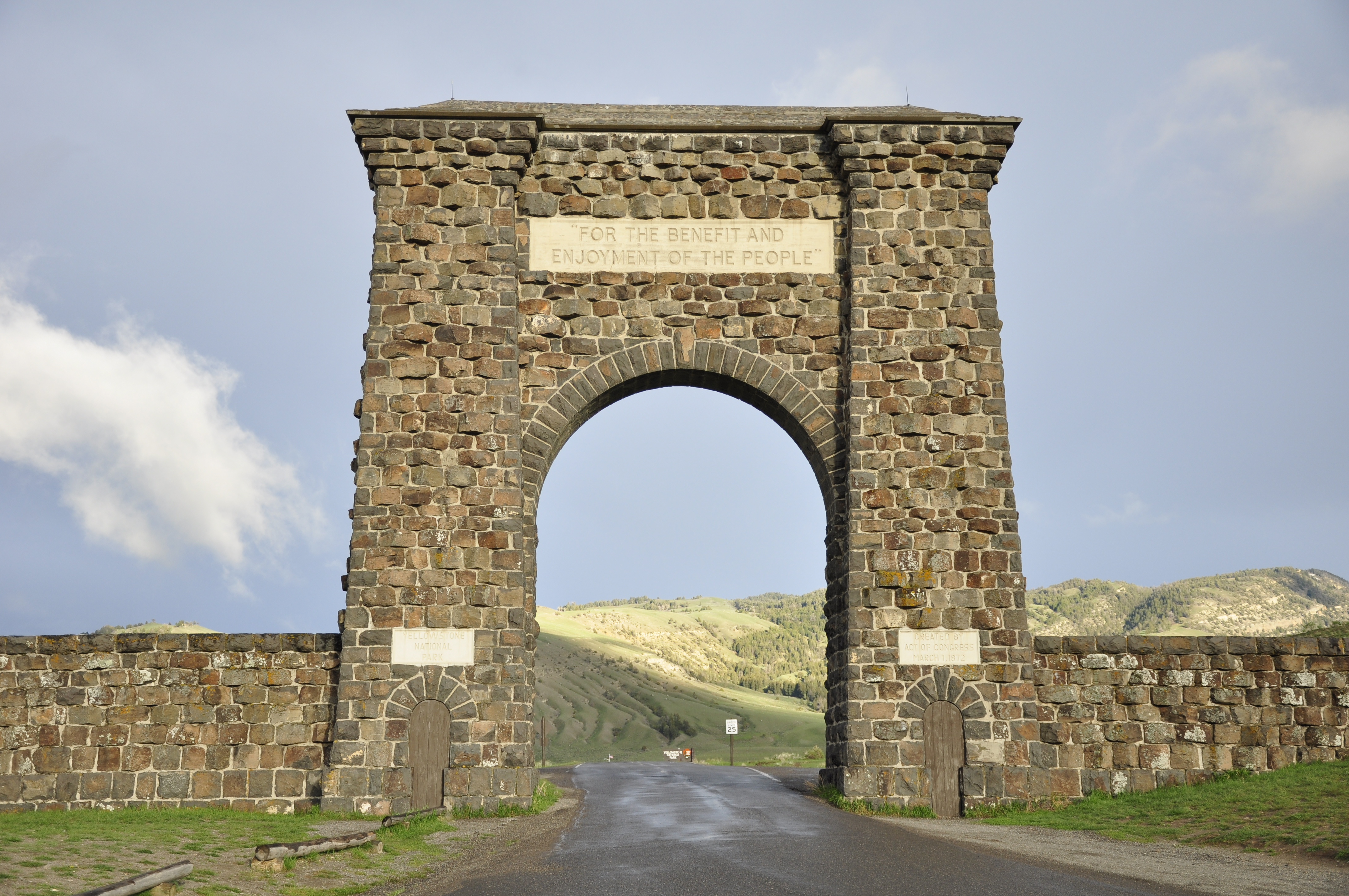
De Roosevelt Arch.

Roosevelt Arch is de noordingang van Yellowstone National Park in Gardiner in Montana. De boog is vernoemd naar Theodore Roosevelt.

## Constructie
Het ontwerp van de Roosevelt Arch is gemaakt door architect Robert Reamer. De bouw van de boog begon op 19 februari 1903, en werd voltooid op 15 augustus 1903, tegen een kostprijs van ongeveer $10.000. De poort werd gebouwd aan de noordelijke ingang, dat was de eerste grote ingang voor Yellowstone. President Roosevelt bezocht Yellowstone tijdens de bouw en werd gevraagd om de hoeksteen te plaatsen voor de boog, die toen zijn naam kreeg. 